# Tintagel
Tintagel (kornisch Dintagell oder Tre war Venydh) ist eine Ortschaft an einem zerklüfteten Küstenabschnitt der Grafschaft Cornwall im äußersten Südwesten Englands.
Die Ortsbezeichnung ist vor allem bekannt durch die in der Nähe am Meer liegende Burgruine Tintagel Castle, die der Chronist Geoffrey of Monmouth 1136 in seiner Historia Regum Britanniae zu König Artus’ Residenz erklärt hat. Im Dorf leben etwa 700 Menschen, die Gemeinde hat 1820 Einwohner (Volkszählung 2001). Bis zur Mitte des 19. Jahrhunderts hieß der Ort Trevena, und Tintagel war die Bezeichnung für das Gemeindegebiet und das Oberland. Die Umbenennung erfolgte durch die Postverwaltung. Erstmals urkundlich erwähnt wurde Tintagel in der Chronik von Monmouth mit der lateinischen Bezeichnung Tintagol.

## Geschichte
In der Spätantike (ca. 5. bis 7. Jahrhundert) befand sich hier eine größere Siedlung, die von den Archäologen teils als Kloster, teils als Fürstensitz interpretiert worden ist. Auffällig ist, dass sich in den Ruinen große Mengen an aus Ostrom importierter Keramik fanden, was auf recht enge Kontakte zum Mittelmeerraum hinweist. Später wurde der Komplex unter unklaren Umständen aufgegeben.
In normannischen Zeiten wurde dann im kleineren, nahgelegenen Dorf Bossiney eine Burg errichtet, was wohl vor der Entstehung des Domesday Books und damit also vor 1086 geschah. Als Bezirke wurden Tintagel und Bossiney im Jahre 1253 unter Richard von Cornwall etabliert.
Im Jahr 1927 wurde hier der Orden der Gefährten von den Rittern der Tafelrunde (Order of the Fellowship of the Knights of the Round Table) von Frederick Thomas Glasscock gegründet, drei Jahre später errichtete er für diesen Orden ein Gebäude mit dem Namen King Arthur's Hall, das heutzutage hauptsächlich als Museum dient.

## Gegenwart
Der Ort selbst präsentiert sich heute als eine Ansammlung von Bungalows und Gasthäusern. Er gehört zu den am häufigsten von Touristen besuchten Zielen in England. Viele der alten Häuser wurden bereits Anfang des 20. Jahrhunderts abgerissen, um den Anforderungen des Tourismus gerecht zu werden. Erhalten blieb aus früheren Zeiten nur das Alte Postamt, ein kleines, pittoreskes Herrenhaus aus dem 14. Jahrhundert mit gewelltem Schieferdach. Der National Trust hat das Gebäude restauriert und einen der Räume entsprechend seiner ehemaligen Bestimmung wieder als viktorianische Dorfpost eingerichtet. In der Vielzahl von Souvenirläden im Ortskern weist praktisch alles, was sich käuflich erwerben lässt, auf König Arthur hin. Tintagel selbst kann zwar keine eigene Badebucht vorweisen, doch kaum eine halbe Stunde Fußweg entfernt liegt der Trebarwith Strand, an dem auch gesurft wird.
Eines der bekanntesten Bauwerke, welches dem Tourismus dient, ist das King Arthur's Castle Hotel aus dem Jahre 1899, das heute unter dem Namen Camelot Castle Hotel geführt wird. Im November 2010 brachte der englische Fernsehsender BBC einen 12-minütigen Bericht über die Geschäftspraktiken des Hotels, da vermutet wurde, es sei im Besitz von Scientology.

## Kirchen und Kapellen

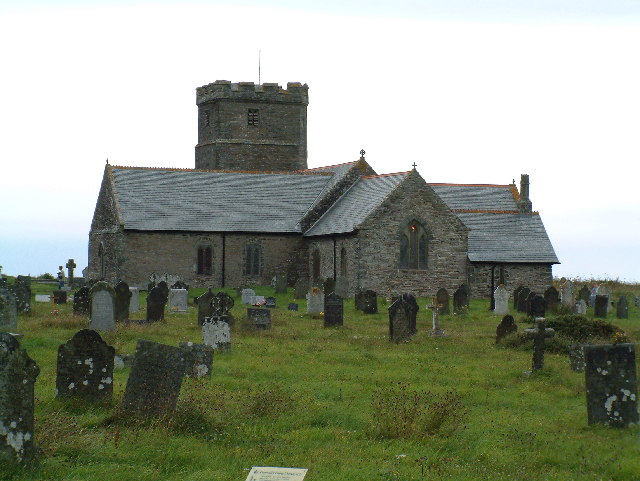
Die Pfarrkirche St. Materiana

Ein Stück vom Ort entfernt steht die normannische Pfarrkirche St. Materiana. Sie wurde im späten 11. und frühen 12. Jahrhundert erbaut.
Die katholische Kirche des Apostels St. Paulus (St Paul’s Church) wurde 1967 erbaut. Bekanntheit erlangte die Kirche dank ihres dreißigtausendteiligen Mosaiks des Schweizer Künstlers Hanspeter Steiner. Zum 40. Jahrestag der Kirche, im Jahre 2008, wurde eine moderne Fassung von Leonardo da Vincis Letztem Abendmahl in der Kirche aufgehängt, welches vom ortsansässigen Künstler Nicholas St John Rosse geschaffen wurde. Zudem besuchen Menschen aus aller Welt die Kirche, da sie im dort ausliegenden Miscarriage & Infant Loss Memorial Book lesen wollen, welches die Namen von Säuglingen bewahrt, die durch Fehlgeburt, Totgeburt oder durch andere Ursachen starben.

## Ausgrabungen
Wichtige Ausgrabungen beginnend mit Ralegh Radford in den 1930er Jahren auf und rund um die Burg aus dem 12. Jahrhundert ergaben, dass in Tintagel ein hochrangiges iroschottisches Kloster (nach Ralegh Radford) oder eine fürstliche Festung und Handelssiedlung aus dem 5. und 6. Jahrhundert (nach späteren Ausgrabungen) lag, also unmittelbar nach dem Rückzug der Römer aus England. Funde von Mittelmeer-Öl und Weingläser zeigen, dass England damals kein isolierter Vorposten war, sondern umfangreichen Handel mit hochwertigen Gütern aus dem Mittelmeerraum betrieb. Die Funde der Ausgrabungen sind im Royal Cornwall Museum in Truro ausgestellt. Im Jahr 1998 entdeckten Ausgrabungen den Artognou Stein, der Tintagel mit der Artus-Sage in Verbindung brachte, obwohl Historiker nicht glauben, dass sich die Inschrift auf König Arthur bezieht. Weitere Ausgrabungen wurden auf dem Friedhof von Tintagel in den frühen 1990er Jahren durchgeführt. Im Jahr 2016 startete eine weitere Grabung im Gebiet des Festungshügels, welche sehr viele Artefakte aus bis einhundert Gebäuden zu Tage förderte.

## Bilder aus Tintagel

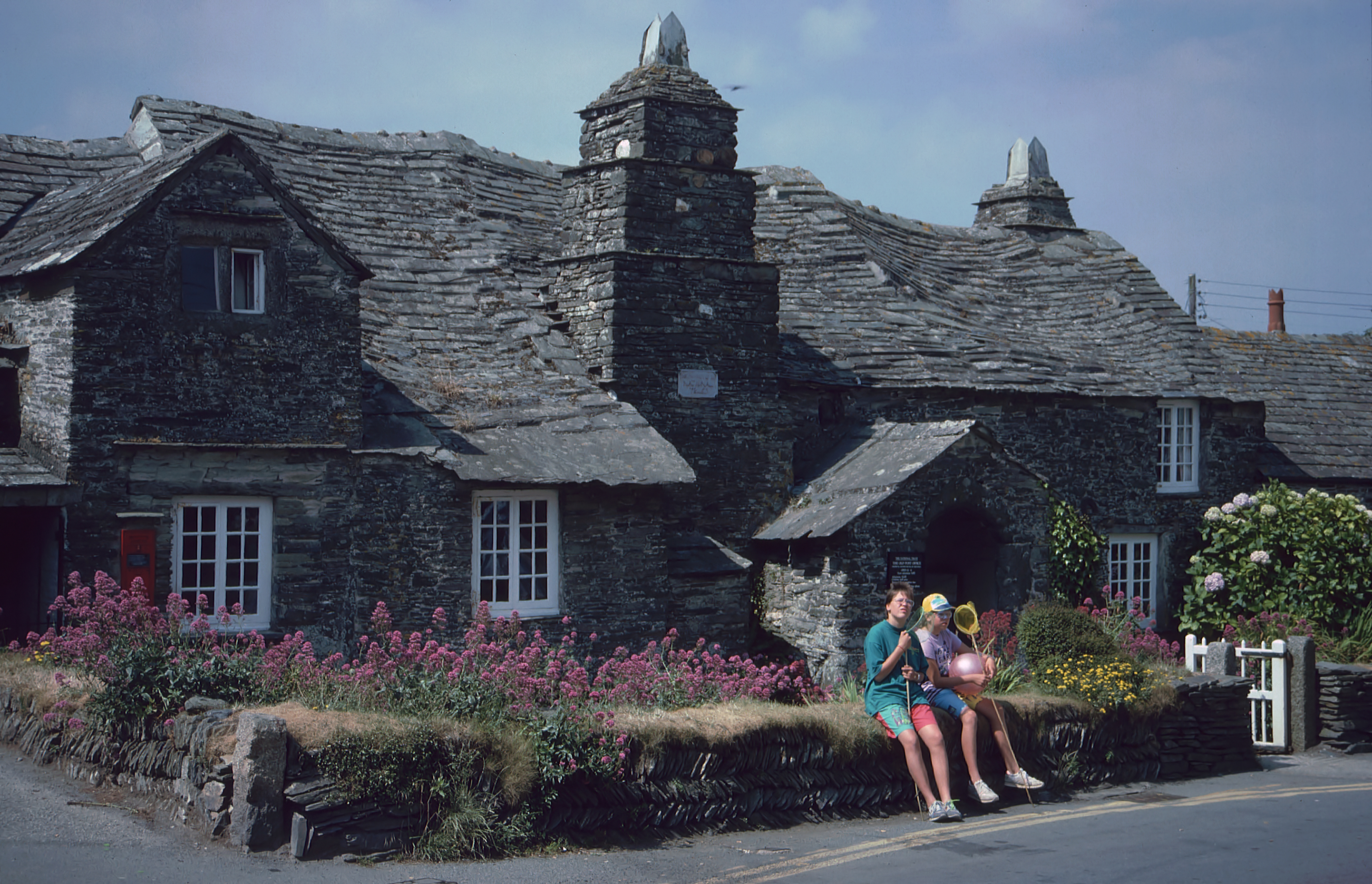
Altes Postamt
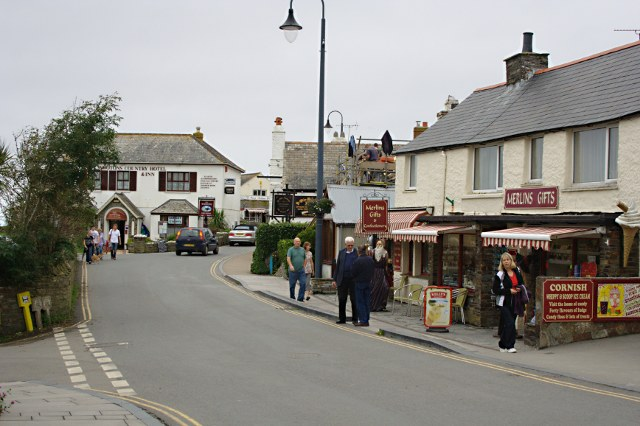
Fore Street
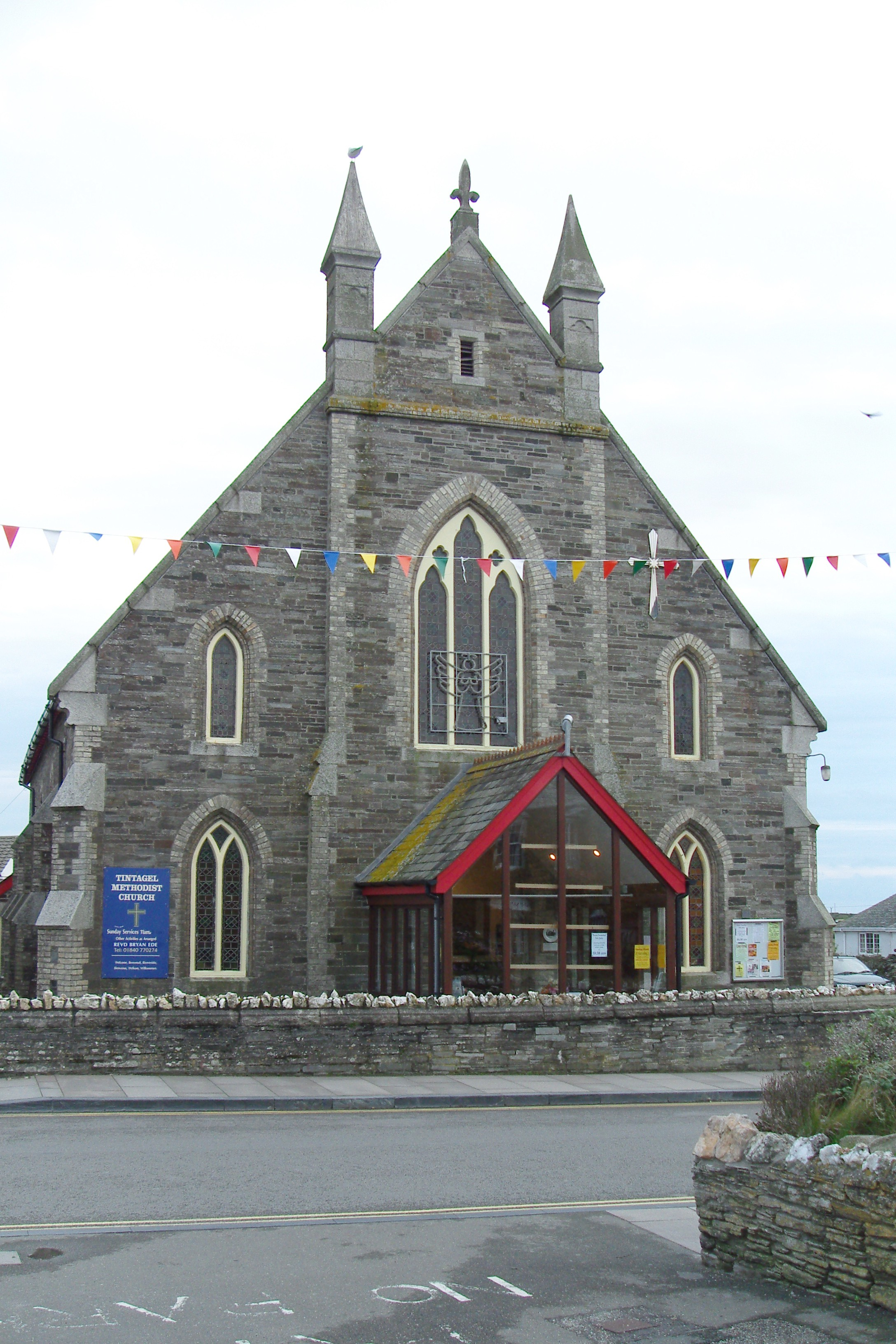
Methodistenkirche in Tintagel
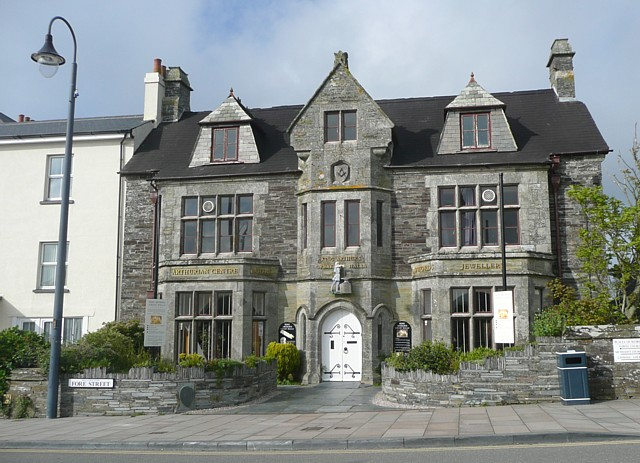
König-Artus-Museum
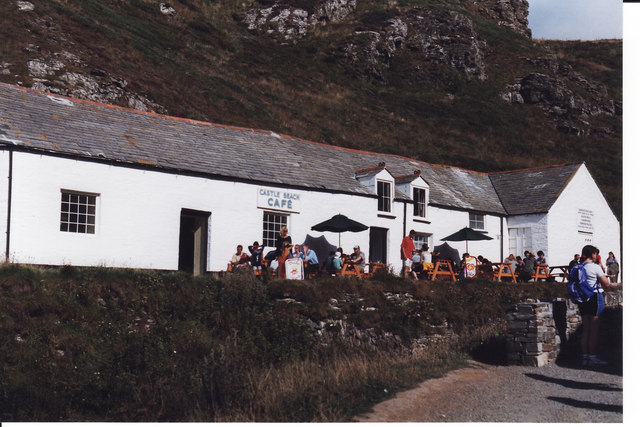
Café in Strandnähe
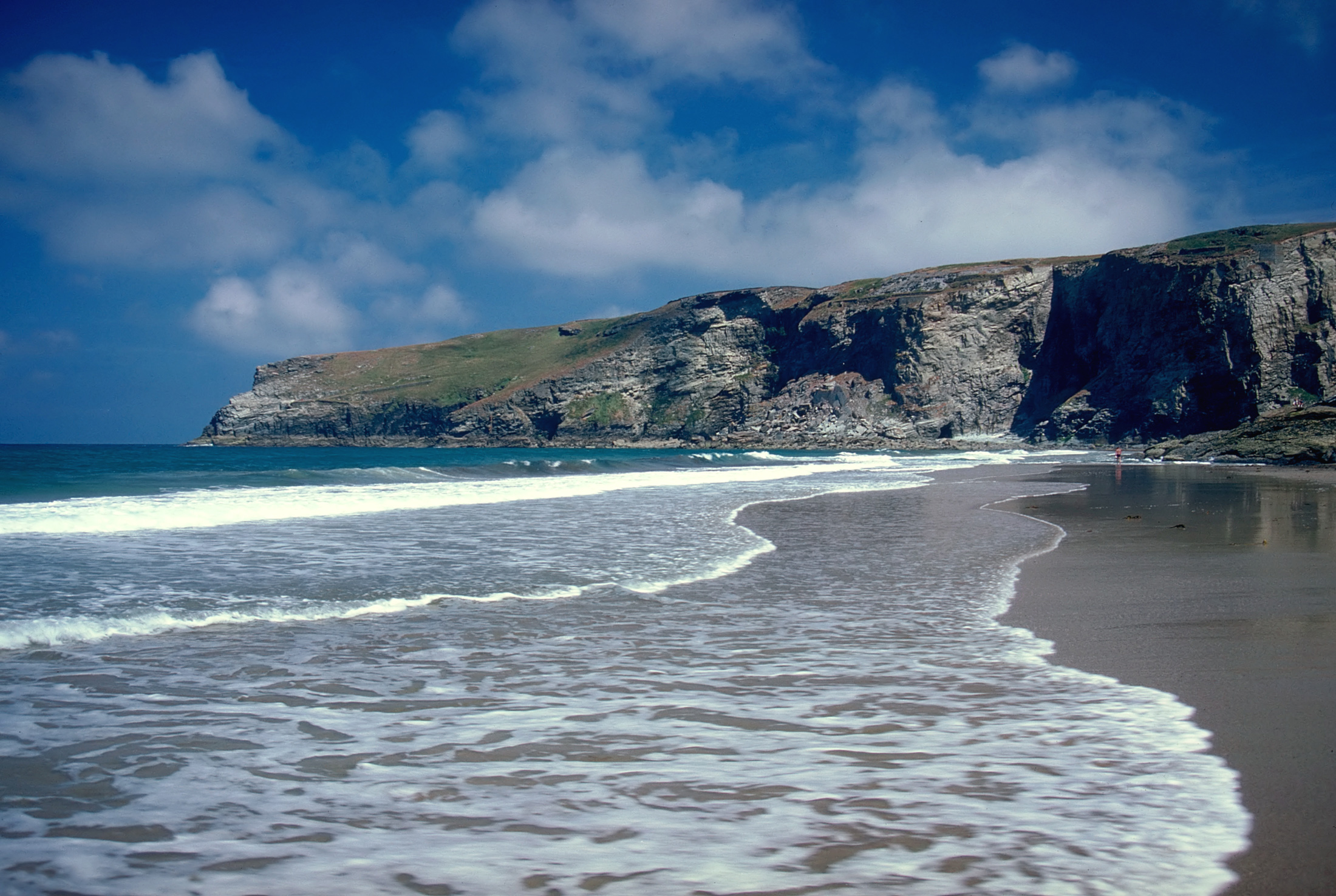
Trebarwith-Strand
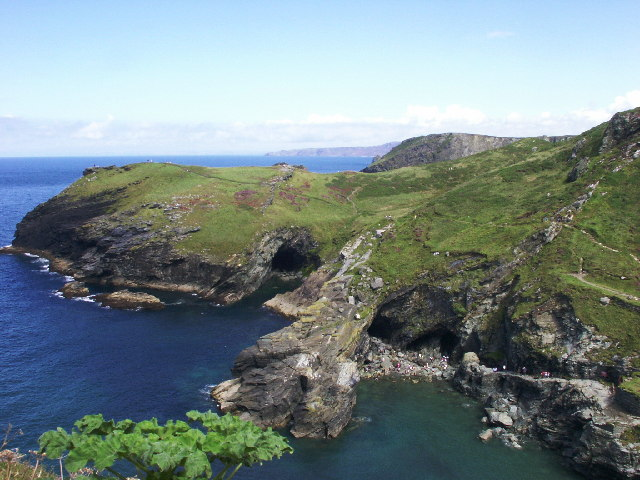
Tintagel-Hafen
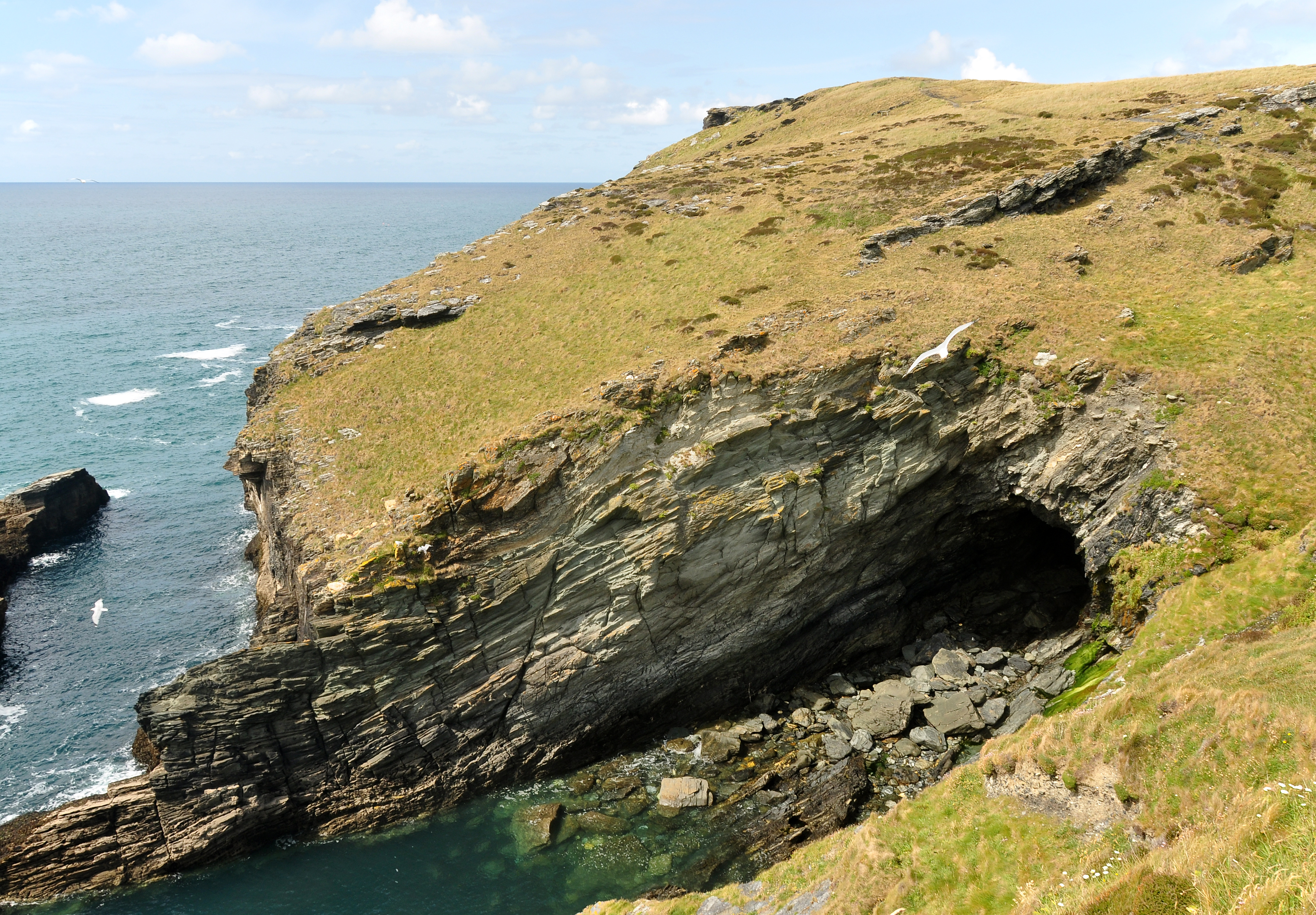
Merlin's Cave